# 第二錫里特斯凱
47°7′3″N 30°24′8″E / 47.11750°N 30.40222°E
第二锡里特斯凱（烏克蘭語：Сирітське Друге）是位於烏克蘭西南部的村莊，由敖德萨州贝雷济夫卡区的茲納姆揚卡市鎮負責管轄。該村始建於1890年，面積0.33平方公里，海拔高度30米，2001年人口73，人口密度每平方公里221.21人。